# تونة (جنس)
التُّنّ (مفرده تُنَّة) أو التُّوَنَّة (بالإنجليزية: Thunnus)‏ هو جنس سمك من أسماك المحيطات من الفصيلة الأسقمرية من رتبة الأسماك شبيهة الأفراخ. تصنف العديد من أنواع سمك التن بأنها من ذوات الدم الدافئ على النقيض من العديد من الأسماك من ذوات اللحم الأبيض ولحم التن يتدرج ما بين الوردي الفاتح إلى الأحمر الغامق. تتميز التنة بأنها سباحة ماهرة وذات سرعة فائقة حيث أنه يمكن أن تصل سرعتها إلى 77 كيلومتر في الساعة أي ما يقارب 48 ميل في الساعة.

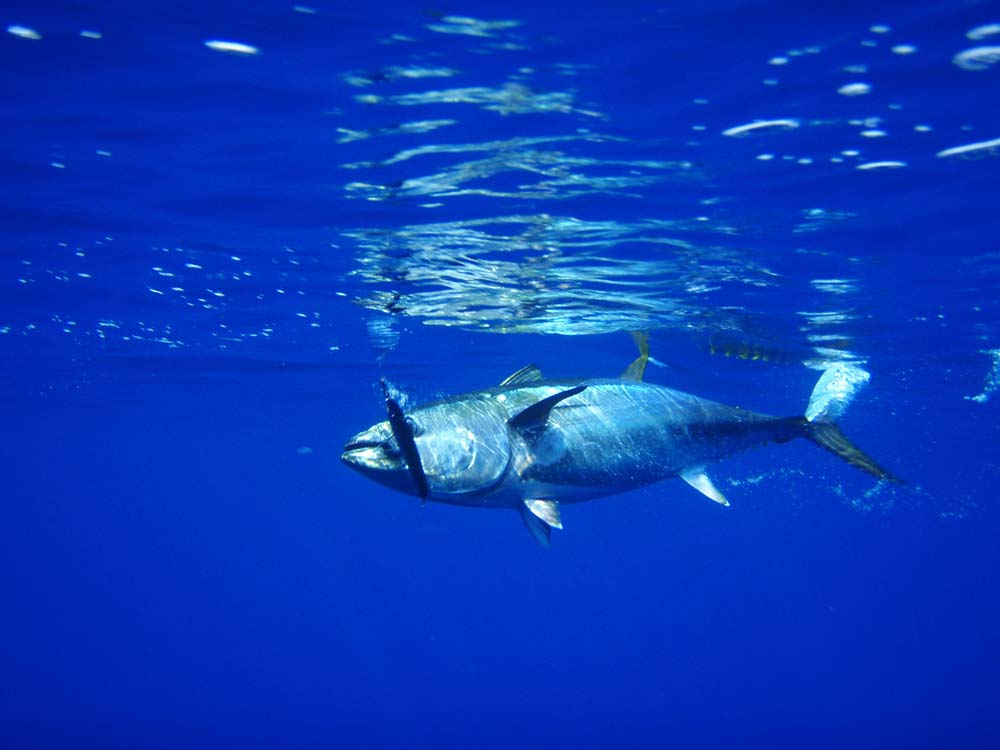
وضع الصنارة في فم التنة

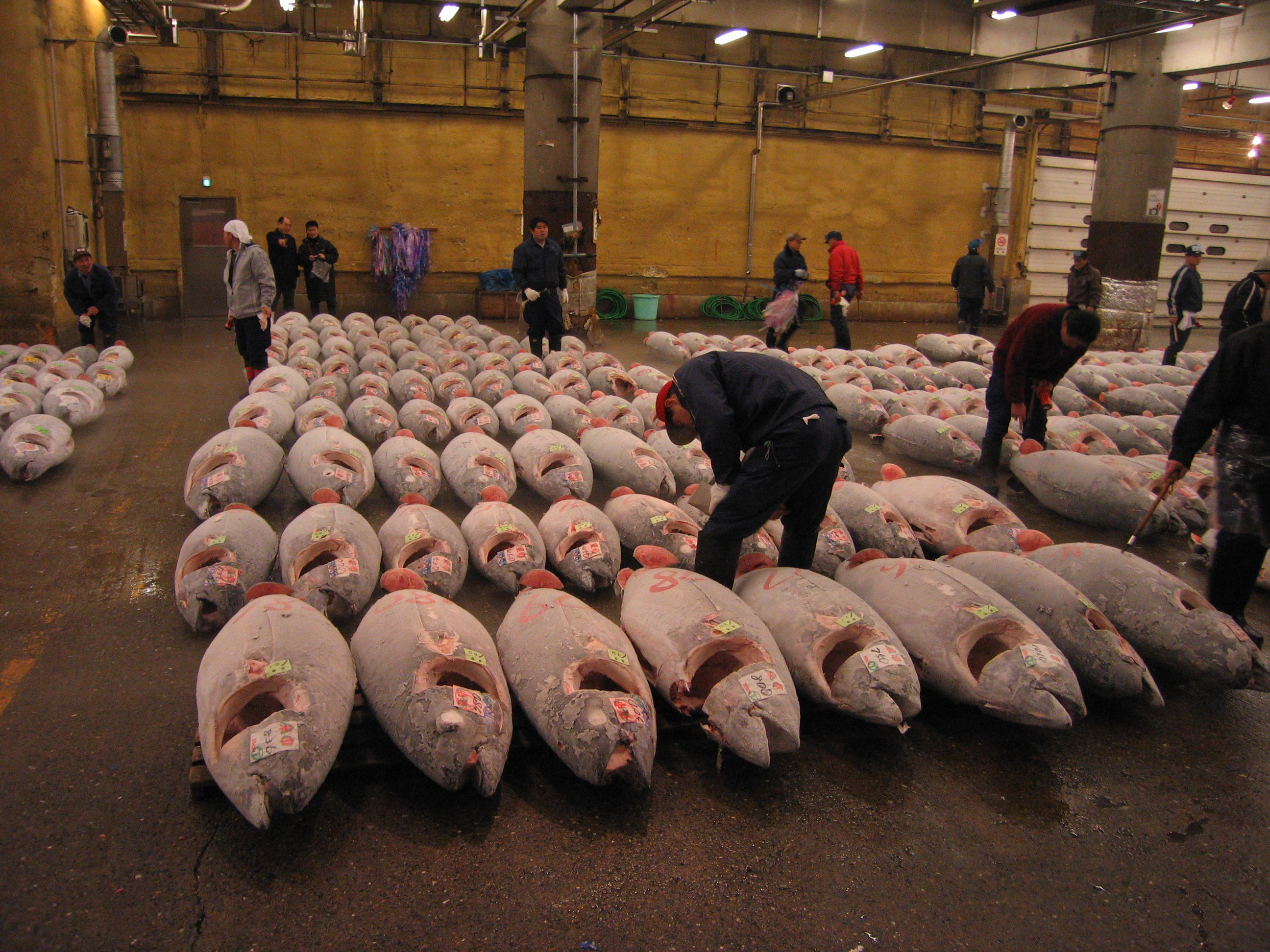
سمك التونة

## الأنواع
للتونة ثمانية أنواع ذات صفات جسمانية مختلفة فمثلا سمكة التونة البلوفين تمتاز بقدرتها على رفع حرارة جسمها إلى حرارة أعلى من درجة حرارة الماء، إضافة إلى أنها تملك قدرة عضلية.مما يمكنها من العيش في مياه باردة والنجاة في ظروف مناخية أقسى. والأنواع الرئيسية الثمانية هي:
- تونة بيضاء، تونة بيضاء (بيير جوزيف بوناتير، 1788).
- تونة كبيرة العين، تونة كبيرة العين (Lowe, 1839).
- Blackfin tuna, Thunnus atlanticus (Lesson, 1831).
- Pacific bluefin tuna, Thunnus orientalis (كونراد جاكوب تمينك & Schlegel, 1844).
- التن أزرق الزعنفة [5] Northern bluefin tuna, تن أزرق الزعنفة (كارولوس لينيوس، 1758).
- Southern bluefin tuna, Thunnus maccoyii (Castelnau, 1872).
- قباب، قباب (Bleeker, 1851).
- تونة الزعنفة الصفراء، تونة الزعنفة الصفراء (بيير جوزيف بوناتير، 1788).

Species of several other genera (all in the family الأسقمريات) also have common names containing تونة (طعام).

الحجم الأقصى لأنواع سمك التونة.

## المعلومات الغذائية
يحتوي كل 100غ من سمك التونة النيء، بحسب وزارة الزراعة الأميركية على المعلومات الغذائية التالية:
- السعرات الحرارية: 144
- الدهون: 4.90
- الدهون المشبعة: 1.25
- الكاربوهيدرات: 0
- الألياف: 0
- البروتينات: 23.33
- الكولسترول: 38

## الصيد والتجارة
مع الطلب المتزايد على السوشي والساشيمي وبسبب الصيد التجاري المكثف الذي تتعرض له التونة في الأونة الأخيرة مما أدى لأنخفاض كبير في اعدادها. وحسب الإحصاءات المتاحة فان اعداد اسماك التونة «البلوفين» المتاحة حاليا في غرب الاطلنطي انخفضت إلى نسبة 20% مما كانت عليه منذ ثلاثين عاما.و يتم بحث مقترح حالي يوجب على صيادي أسماك التونة تقديم شهادات منشأ للأسماك التي يتم صيدها.

## التغذية والصحة
أكدت إحدى الدراسات أن تناول سمك التونة مرتين أسبوعياً يساعد في منع الإصابة بالأزمات القلبية والسكتات الدماغية. فأسماك التونة تحتوي على زيوت غنية بمادة «أوميجا3» ومادة «إن3», وهما من المواد التي ثبتت فعاليتها في وقف ضربات القلب الغير منتظمة التي تؤدي إلى حدوث الأزمة القلبية.
و في نفس الوقت يحتوي سمك التونة على نسبة غير اعتيادية من مركبات الهيستامين التي تتسبب النسب العالية منها بظهور طفح الجلد التحسسي والغثيان عند الإنسان. وينشأ الهستامين كناتج لابد منه لعملية تكسير الحمض الأميني هستدين الموجود في البروتينات بواسطة البكتيريا، ويكثر الهستدين في بروتين بعض الأسماك وبشكل خاص سمك التونة. والنسب العالية من الهستامين تضر بالصحة بشكل عام وخاصة بالنسبة للأطفال والمسنين والمرضى.
لهذا يجب تجنب الإكثار من تناول سمك التونة مع المحافظة على تناول كميات قليلة منه، للاستفادة من فوائده على القلب دون أضرار قد تصيب جسم الإنسان من ناحية أخرى.

## التونة المعلبة
ينتشر استهلاك التونة المعلبة بين أغلب الناس حيث أنها سهلة الاستخدام وسريعة التحضير، فبمجرد نزع غطاء العلبة يمكنك اضافتها إلى الطعام سواء بأكلها منفردة أو إضافتها إلى الفطائر والمعكرونة أو الأرز. وهي عالية القيمة الغذائية والفوائد الصحية إذا تم تناولها باعتدال، فهي غنية بالسيلينوم والنياسين والفوسفور وفيتامين ب6 وب12 وأوميجا-3 وأيضاً منخفضة الصوديوم.

## فوائد التونة المعلبة
1- فوائد التونة للسرطان:
اكتشف الباحثون مؤخراً أن التونة تحتوي على السيلينوم في تركيب فريد من نوعه يسمى سيلينونين يلعب دوراً هاماً كمضاد للأكسدة ويحمي خلايا الدم الحمراء من التلف.
2- فوائد التونة للقلب:
التونة المعلبة مصدر جيد لأحماض أوميجا-3 الدهني وهي دهون صحية غير مشبعة تعمل على تحسين وظائف الأوعية الدموية وتحمي القلب من الأمراض.
3- فوائد التونة للتخسيس:
التونة عامة منخفضة الكربوهيدرات وغنية بالبروتينات والتي يمكن أن تساهم في خفض وزن الجسم على المدى القصير دون إطالة هذا النوع من الرجيم.
3- فوائد التونة للكولسترول:
وفقاً لدراسة أجريت مؤخراً في جامعة كاليفورنيا، فقد وجد الباحثون أن النياسين وهو فيتامين ب2 يعمل على تثبيط الكولسترول السيئ من خلال تعزيز مستويات الكولسترول الجيد.

### أضرار التونة المعلبة
تقول منظمة الغذاء والدواء الأمريكية أن ثمة أشخاص لا يناسبهم تناول التونة بشكل دوري مثل الأشخاص الذين يعانون من حساسية الأسماك حيث أنه عال في محتواه من الهيستامين أو الحوامل والمرضعات والأطفال الصغار حيث أن التونة تحتوي على نسب من الزئبق وهو عنصر معدني حيث يعتبر سم عصبي إذا تم تناوله بكميات كبيرة.

## الصفات المتعارف عليها
يعتبر سمك التونه (التن) من الأسماك التي يكثر الطلب عليها من الناحية الغذائية وذلك لما تتمتع به من طعم لذيذ في الساندويشات ولذلك كثر استخدام التونة في المطاعم كإحدى المقبلات الشهية.

## وصلات خارجية
- التونة مع طبق السوشي
- كيف تبقى أسماك التونة دافئة؟
- فوائد التونة المعلبة واضرارها